# I liga polska w rugby (1978/1979)
I liga polska w rugby (1978/1979) – dwudziesty trzeci sezon najwyższej klasy ligowych rozgrywek klubowych rugby union w Polsce. Tytuł mistrza Polski zdobyła drużyna AZS AWF Warszawa, drugie miejsce zajęła Skra Warszawa, a trzecie Budowlani Łódź.

## Uczestnicy rozgrywek
W rozgrywkach I ligi w tym sezonie uczestniczyło osiem drużyn. Było wśród nich siedem najlepszych drużyn poprzedniego sezonu: Polonia Poznań, Skra Warszawa, AZS AWF Warszawa, Budowlani Łódź, Lechia Gdańsk, Posnania Poznań i Czarni Bytom oraz drużyna, która awansowała z II ligi – Orkan Sochaczew.

## Przebieg rozgrywek
Rozgrywki toczyły się w systemie jesień–wiosna, każdy z każdym, mecz i rewanż. Najsłabsza drużyna spadała do II ligi, a przedostatnia grała mecz barażowy o prawo gry w I lidze w kolejnym sezonie z drugą drużyną II ligi.
Wyniki spotkań:
|                  | Polonia Poznań | Skra Warszawa | AZS AWF Warszawa | Budowlani Łódź | Lechia Gdańsk | Posnania Poznań | Czarni Bytom | Orkan Sochaczew |
| Polonia Poznań   | –              | 7:3           | 9:14             | 17:9           | 19:19         | 6:11            | 26:9         | 24:3            |
| Skra Warszawa    | 25:11          | –             | 15:20            | 13:13          | 36:16         | 19:13           | 30:0         | 25:8            |
| AZS AWF Warszawa | 22:4           | 22:6          | –                | 36:9           | 27:18         | 40:15           | 58:0         | 61:10           |
| Budowlani Łódź   | 10:10          | 31:18         | 9:10             | –              | 9:0 (wo)      | 23:7            | 10:15        | 26:12           |
| Lechia Gdańsk    | 19:20          | 26:3          | 15:22            | 12:12          | –             | 31:14           | 40:15        | 26:15           |
| Posnania Poznań  | 18:36          | 3:18          | 19:46            | 4:10           | 23:4          | –               | 10:19        | 7:13            |
| Czarni Bytom     | 0:7            | 0:20          | 10:16            | 9:15           | 12:27         | 13:14           | –            | 13:10           |
| Orkan Sochaczew  | 8:6            | 6:30          | 3:32             | 10:24          | 19:16         | 20:4            | 4:10         | –               |

Tabela końcowa (na czerwono wiersz z drużyną, która spadła do II ligi, a na żółto z drużyną, która grała w barażu o utrzymanie w I lidze):
| Pozycja | Drużyna          | Punkty razem | Bilans punktów |
| ------- | ---------------- | ------------ | -------------- |
| 1       | AZS AWF Warszawa | 42           | 428:142        |
| 2       | Budowlani Łódź   | 31           | 210:173        |
| 3       | Skra Warszawa    | 31           | 277:176        |
| 4       | Polonia Poznań   | 30           | 202:172        |
| 5       | Lechia Gdańsk    | 25           | 269:246        |
| 6       | Czarni Bytom     | 22           | 125:287        |
| 7       | Orkan Sochaczew  | 22           | 141:308        |
| 8       | Posnania Poznań  | 16           | 162:298        |

## II liga
Równolegle z rozgrywkami I ligi odbywała się rywalizacja w II lidze. Przystąpiło do niej siedem drużyn. Nie wystąpiła grająca w poprzednich sezonach Juvenia Kraków, nowymi klubami były natomiast Brda Rytel i Lions Włocławek (którego gry uznano za towarzyskie i ujęto w tabeli na ostatnim miejscu bez podawania punktów). Po rundzie jesiennej wycofała się z rozgrywek drugoligowych drużyna Mazovii Mińsk Mazowiecki (ostatni mecz zespół ten rozegrał pod szyldem Mechanika Mińsk Mazowiecki, do którego Mazovia przekazała sekcję rugby). Rozgrywki toczyły się w systemie jesień–wiosna, każdy z każdym, mecz i rewanż. Najlepsza drużyna awansowała do I ligi, a druga uzyskiwała prawo do gry w barażu przeciwko przedostatniej drużynie I ligi.
Końcowa klasyfikacja II ligi (na zielono wiersz z drużyną, która awansowała do I ligi, a na żółto z zespołem, który awansował do barażu o grę w I lidze):
| Pozycja | Drużyna           |
| ------- | ----------------- |
| 1       | Budowlani Lublin  |
| 2       | Bałtyk Gdynia     |
| 3       | Budowlani Olsztyn |
| 4       | Ogniwo Sopot      |
| 5       | Brda Rytel        |
| 6       | Lions Włocławek   |

## Baraż o I ligę
W barażu rozegranym pomiędzy siódmym zespołem I ligi i drugim zespołem II ligi, prawo gry w kolejnym sezonie w I lidze obronił Orkan Sochaczew, który pokonał Bałtyk Gdynia 28:7.

## Inne rozgrywki
W finale Pucharu Polski Polonia Poznań pokonała Skrę Warszawa 48:6. W mistrzostwach Polski juniorów zwycięstwo odniósł Orkan Sochaczew. 